# Samuel Santos
Samuel José dos Santos, mais conhecido como Samuel Santos (Medeiros Neto, 03 de outubro de 1971), é um cantor, compositor e político brasileiro filiado ao Podemos (PODE).

## Deputado federal

### Candidatura à deputado federal
Nas eleições estaduais de 2022, concorreu a uma vaga de deputado federal pelo Partido Social Cristão (PSC) à Câmara dos Deputados para a 57.ª legislatura (2023 — 2027), alcançando 25.321 votos e ficando como suplente.

### Suplente em exercício
No dia 5 de agosto de 2025 assumiu como deputado federal na vaga de Glaustin da Fokus, ambos do Podemos (PODE), advindos da incorporação do PSC ao mesmo.